# Callogorgia
Callogorgia is een geslacht van neteldieren uit de klasse van de Anthozoa (bloemdieren).
Dit geslacht werd benoemd door John Edward Gray in een publicatie uit 1858. Hij deelde er de soort Gorgonia verticillata Pallas bij in.

## Verspreiding en leefgebied
Deze komt voor in de Middellandse Zee en het oosten van de Atlantische Oceaan (Madeira).

## Soorten
- Callogorgia affinis (Versluys, 1906)
- Callogorgia americana Cairns & Bayer, 2002
- Callogorgia arawak Bayer, Cairns, Cordeiro & Pérez, 2014
- Callogorgia chariessa Bayer, 1982
- Callogorgia cristata Aurivillius, 1931
- Callogorgia delta Cairns & Bayer, 2003
- Callogorgia dubia (Thomson & Henderson, 1906)
- Callogorgia elegans (Gray, 1870)
- Callogorgia flabellum (Ehrenberg, 1834)
- Callogorgia formosa Kükenthal, 1907
- Callogorgia gilberti (Nutting, 1908)
- Callogorgia gracilis (Milne Edwards & Haime, 1857)
- Callogorgia grimaldii (Studer, 1890)
- Callogorgia indica Versluys, 1906
- Callogorgia joubini (Versluys, 1906)
- Callogorgia kinoshitae Kükenthal, 1913
- Callogorgia laevis (Thomson & Mackinnon, 1911)
- Callogorgia linguimaris Bayer & Cairns, 2003
- Callogorgia minuta (Versluys, 1906)
- Callogorgia modesta (Studer, 1879)
- Callogorgia pennacea (Versluys, 1906)
- Callogorgia pseudoflabellum Song, 1981
- Callogorgia ramosa (Kükenthal & Gorzawsky, 1908)
- Callogorgia robusta (Versluys, 1906)
- Callogorgia sertosa (Wright & Studer, 1889)
- Callogorgia similis (Versluys, 1906)
- Callogorgia ventilabrum (Studer, 1878)
- Callogorgia versluysi (Thomson, 1905)
- Callogorgia verticillata (Pallas, 1766)